# Александров, Павел Алексеевич
Павел Алексеевич Александров (род. 25 февраля 1989, СССР) — российский профессиональный баскетболист, играющий на позиции атакующего защитника. Выступает за баскетбольный клуб «Иркут».

## Карьера
В детстве мама Павла хотела чтобы он с братом стали заниматься гандболом. Однако на тот момент гандбольных школ в городе было не много, поэтому братьев решили отдать в баскетбол. Существенную лепту в выбор вида спорта внёс отец Павла, который привозил из своих заграничных командировок кассеты с записями игр «Чикаго Буллз» с участием Майкла Джордана.
Карьера Александрова началась в ДЮБЛ подмосковного «Триумфа». В 2007 году Павел подписал контракт с «Липецком», дебютировав во взрослом баскетболе. Затем Павел по сезону провёл в «Тула-ЩёкиноАзот» и вновь в БК «Липецк», став одним из главных снайперов Высшей Лиги «А».
Александров выступал за зареченский «Союз», «Атаман» из Ростова-на-Дону, саранский «Рускон-Мордовия» и «Новосибирск». В составе новосибирской команды в сезоне 2014/2015 Павел сделал «золотой дубль», завоевав Кубок России и золото чемпионата Суперлиги.
В следующем сезоне Александров перешёл в «Темп-СУМЗ-УГМК» и помог команде впервые выйти в финал чемпионата Суперлиги и в «Финал четырёх» Кубка России. В конце декабря 2016 года ревдинский клуб и Павел расторгли контракт.
В июле 2017 года подписал контракт с «Уралом». В составе команды провёл 35 матчей, набирая 13,1 очка, 2,5 подбора, 2,5 передачи, 0,9 перехвата в среднем за матч.
В июне 2018 года стал игроком петербургского «Спартака». В 42 играх Павел набирал в среднем 8,7 очков, 1,9 подбора, 1,7 передач и 0,7 перехвата.
В июле 2019 года Александров вернулся в «Урал».
В августе 2020 года Александров перешёл в «Иркут».

## Достижения
- Чемпион Суперлиги: 2014/2015
- Серебряный призёр Суперлиги (2): 2015/2016, 2018/2019
- Обладатель Кубка России: 2014/2015
- Бронзовый призёр Кубка России: 2015/2016